# Google Keep
 (транскр.  Гугл кип) услуга је за бележење коју је развио Google. Покренута 20. марта 2013. године, Гугл кип је доступан на вебу и има мобилне апликације за оперативне системе Андроид и иОС. Гугл кип нуди различите алате за снимање белешки, укључујући текст, листе, слике и аудио. Корисници могу подесити подсетнике који су интегрисани са Гугл нау. Текст из слика може се извући помоћу оптичког препознавања знакова, а снимке гласа се могу преписати. Интерфејс омогућава приказ једне колоне или поглед са више колона. Напомене се могу означити бојом, а етикете се могу применити и за организацију. Касније надоградње су додале функционалност да бележе белешке и сарађују на белешкама са другим Гугл кип корисницима у реалном времену. Гугл кип је добио мешовите рецензије. Преглед тек након лансирања у 2013. години похвалио је брзину, квалитет звучних записа, синхронизацију и видгет који се могао поставити на Андроид почетни екран. Рецензије у 2016. години су критиковали недостатак опција за обликовање, немогућност поништавања промена и интерфејс који нуди само два начина гледања, где ни њима није било допуштено њихово руковање дугачким белешкама. Међутим, Гугл кип прима похвале за функције укључујући универзални приступ уређају, интегрирану интеграцију са другим Гугл услугама и могућност претварања фотографија у текст путем оптичког препознавања знакова.

## Функције
Гугл кип омогућава корисницима да праве различите врсте напомена, укључујући текст, листе, слике и аудио. Корисници могу подесити подсетнике који су интегрисани са Гугл нау, са опцијама за време или локацију. Текст из слика може се екстрактовати помоћу технологије оптичке препознавања знакова. Снимци гласа који су креирани путем Google Keep-а аутоматски се преписују. Google Keep може да конвертују текстуалне напомене у контролне листе. Корисници могу да бирају између приказа појединачне колоне и приказа више колона. Напомене могу бити означене бојама, са опцијама за беле, црвене, наранџасте, жуте, зелене, зелено-плаве, плаве или сиве. Корисници могу притиснути дугме "Копирај у Гугл документ" који аутоматски копира цео текст у нови документ Гугл документа. Корисници могу креирати белешке и листе гласом. Напомене се могу категоризовати помоћу ознака, са листом ознака на траци за навигацију апликације.

### Ажурирања
У новембру 2014. Гугл је представио функцију сарадње белешке у реалном времену између различитих Гугл кип корисника, као и функцију претраживања одређене атрибутима, као што су боја, статус дељења или врста садржаја у белешкама. У октобру 2016. Гугл је додао могућност корисницима да бележе белешке. У фебруару 2017. године Гугл је интегрисао Гугл кип са Гугл документима, пружајући приступ белешкама док користи Документа на вебу. Гугл Асистент је раније могао да одржава листу за куповину у Гугл кипу. Ова функција је премештена у Гугл Екпрес у априлу 2017. године, што је довело до великог губитка функционалности. У јулу 2017. године Гугл је ажурирао Кип на Андроиду са могућношћу поништавања и поновног преузимања промена.

## Платформе
Гугл кип је лансиран 20. марта 2013. за Андроид оперативни систем и на вебу. Андроид апликација је компатибилна са Android Wear. Корисници могу креирати нове белешке користећи гласовни унос, додати и означити ставке у листама и прегледати подсетнике.
Апликација за оперативни систем иОС је објављена 24. септембра 2015. године.

## Пријем

### 2013
У рецензији из маја 2013. године, Алан Хенри из компаније Lifehacker написао је да је интерфејс био "шарен и једноставан за коришћење", а да су боје заиста служиле сврси у организацији и контрасту. Хенри је похвалио брзину, квалитет звучних записа, синхронизацију и Андроид виџет. Он је критиковао веб интерфејс, као и недостатак апликације за иОС. Према часопису Тајм, Google Keep је међу 50 најбољих Андроид апликација за 2013. годину. 

### 2016
У рецензији из јануара 2016. године, Џуниор Рафаел из Computerworld-а је написао да је "Гугл кип невероватно блиско као идеално средство за мене да сакупљам и управљам свим мојим личним и радним белешкама. И, што потврђује чињеница да и даље користим то, њени позитиви превазилазе негативне вредности за мене и чине то најбољом свеобухватном опцијом за моје потребе", похваливши оно што он зове"убитачне функције Гугл кипа", назван једноставно као "једноставан универзални приступ" и природна интеграција са другим Гугл услугама. Међутим, он је окарактерисао недостатак опција за форматирање Гугл кип, немогућност поништавања или повраћаја промена и недостатак функционалности претраживања у напоменама као "дуготрајне слабости".
У рецензији из јула 2016. године, Џил Дафи из PC Magazine је написао да је интерфејс најбоље описан као "једноставност" и критиковао га због нудећи листу и мрежних приказа који нису могли брзо или једноставно пронаћи информације. Додавањем тога "Већина мојих белешака су рецепти засновани на тексту, који су прилично дуги", Дафи је рекла да је приказ листе "још лошији" од приказа мреже, јер је приказивао само једну белешку истовремено, а то је најновије уређено Белешка. Написала је да веб интерфејсу недостаје функционалност присутна у апликацијама. Мобилне апликације које нуде фотографију и покрену оптичко препознавање знакова да би скенирање претворило у текст описано је као "сјајна звезда", са коментаром "То је невероватна функција, ради веома добро". Она је такође критиковала недостатак опција за обликовање и да су опције за размену "могућа, али не и префињена".